# LITERA
LITERA（リテラ）は、株式会社ロストニュースが編集制作し、株式会社サイゾーが配信する日本の左派系ニュースサイト。

## 概要
LITERA自身による運営者の説明によると、編集4名・外部ライター5名による、株式会社ロストニュースが株式会社サイゾーのサーバーとその運用システムを使用して運営している。また、広告マーケティング面もサイゾーに委託する形を取っており、収益についてもサイゾーがLITERAで得た広告収入から一定割合を受け取るという方式で運営されていると説明している。記事はサイゾー系メディアの「日刊サイゾー」に掲載されている。
ただし、サイゾーオーナー苫米地英人のツイートによると、LITERAはサイゾーが配信しているが、サイゾーとの資本関係は無く、記事の編集方針についてサイゾーは関与しない独立した組織として運営されているとし、サイトの運営者の氏名は非公開である。

## 虚偽報道
2018年4月24日、『週刊文春が文部科学大臣の風俗通い、キャバクラヨガ通いをスクープした』との配信記事において、見出しや本文にてヨガ店舗を「性風俗」「性的サービス」「表向きヨガスタジオなのだが、じつは性的なサービスをおこなっているヤミ風俗らしい」、経営者の女性を「元AV女優」だと報じたが、配信後に内容を何度も変更した。それについてJ-CASTニュースはリテラが24日深夜までに当該の記事を複数回にわたって「書き換え」をしたと報じている。
週刊文春は見出しに「キャバクラヨガ」としていたものの性的サービスの店だとは報じておらず、最終的にLITERA編集部は記事の現物を確認せず店舗名などの具体的な情報も入手しないままの配信であったと記事削除の上で謝罪した。
当該の女性はキャバクラヨガとの報道及び、自身を元AV女優であるとする報道について、元AV女優ではなく元グラビアであると否定したうえで、「このような過去の経歴や軽率な記事の掲載により、間違った想像をかきたてる週刊文春の記事はセクハラであり、職業差別と感じます。」と批判し、訂正と謝罪を求めた。また、悪意ある報道で完全に営業妨害であるとした。